# Pelham 123 - Ostaggi in metropolitana
Pelham 123 - Ostaggi in metropolitana (The Taking of Pelham 123) è un film del 2009 diretto da Tony Scott e sceneggiato da Brian Helgeland.
Il film è il terzo adattamento cinematografico del romanzo thriller Il colpo della metropolitana scritto da Morton Freedgood, sotto lo pseudonimo di John Godey. Il primo adattamento risale al 1974, Il colpo della metropolitana (Un ostaggio al minuto), diretto da Joseph Sargent con Walter Matthau e Robert Shaw; nel 1998 ne fu invece realizzato un adattamento televisivo sempre col titolo Il colpo della metropolitana.

## Trama
Un gruppo di uomini pesantemente armati prende possesso del treno Pelham 123 della linea 6 della metropolitana di New York. Il nome deriva dal fatto che il treno è partito dalla stazione di testa della metropolitana Pelham Bay Park alle ore 1:23 p.m.
Il gruppo è guidato da un uomo che si fa chiamare Ryder (nome vero: Dennis Ford, manager di un fondo di investimento finito in prigione per truffa). Gli altri componenti del gruppo sono Bashkin, Emri e un ex macchinista della metropolitana Phil Ramos. I banditi una volta sconnessa la vettura di testa dal resto del treno, prendono in ostaggio 18 passeggeri, mentre quelli delle altre carrozze che non possono essere tenuti sotto controllo dai banditi vengono rilasciati. Il capo dei dirottatori detta le sue condizioni: 10 milioni di dollari entro 60 minuti, altrimenti per ogni minuto di ritardo ucciderà un ostaggio.
A trattare con i dirottatori si trova Walter Garber, un dirigente della metropolitana caduto in disgrazia per un'accusa per tangenti e finito, in attesa della fine delle indagini, allo smistamento del traffico ferroviario.
Intanto del dirottamento viene informato anche il sindaco della città che decide di collaborare con i sequestratori.
I sequestratori riescono a collegarsi a una rete portatile wireless che permette loro, tramite un computer, di avere contatti col mondo esterno. Questo fa sì che un ragazzo, in possesso di un computer e di una webcam, riesca a trasmettere alla sua ragazza tutto quello che succede sul treno.
Dopo una serie di vicissitudini, Garber è costretto ad uccidere Ryder e può finalmente tornare dalla sua famiglia.

## Cast
- Denzel Washington interpreta Walter Garber, direttore del traffico. Il ruolo interpretato da Walter Matthau nel film del 1974 e da Edward James Olmos nel film del 1998 era quello di tenente della Polizia Trasporti.
- John Travolta interpreta Dennis "Ryder" Ford, il leader dei dirottatori. Il ruolo è stato inizialmente svolto da Robert Shaw nel film del 1974. La partecipazione di Travolta è stata fortemente voluta dal regista, Tony Scott.
- James Gandolfini invece è il sindaco della città di New York, sotto forte pressione per affrontare la crisi degli ostaggi.

## Produzione
La produzione del film è iniziata nel marzo 2008. Le scene del dirottamento sono state girate a McDonald Avenue a Brooklyn, New York